# Melita FC
Melita Football Club är en maltesisk fotbollsklubb baserad i St. Julian's (maltesiska San Ġiljan). 
Fotbollsklubb grundades 1933. Större matcher kan spelas på Ta’ Qali-stadion i Ta’ Qali.

## Placering senaste säsonger
| Säsong  | Nivå | Liga                   | Placering | Referens | Notering |
| ------- | ---- | ---------------------- | --------- | -------- | -------- |
| 2024/25 | 1    | Maltese Premier League |           | [ 1 ]    |          |

### Fotnoter
1. ↑  2024/25 på RSSSF